# Wereldspelen 1993
De Wereldspelen 1993 waren de vierde editie van de Wereldspelen en vonden plaats van 22 juli tot en met 2 augustus 1993 te Den Haag. Op de wereldspelen worden sporten beoefend die niet tijdens de Olympische Spelen aan bod komen.

## Medailles

### België
| Sport           | Naam                                                    | Discipline                | Medaille |
| --------------- | ------------------------------------------------------- | ------------------------- | -------- |
| Skeeleren       | Hilde Goovaerts                                         | 500 m (v)                 | Goud     |
| Triatlon        | Mieke Suys                                              | individueel (v)           | Goud     |
| Zwemmend redden | Bart Reymen                                             | 200 m hindernisredden (m) | Goud     |
| Boogschieten    | Paul Vermeiren                                          | barebow (m)               | Zilver   |
| Korfbal         | Nationaal team                                          | landenteam                | Zilver   |
| Petanque        | Alain Van Caeneghem Michel Van Campenhout Claudy Weibel | triplette (m)             | Zilver   |
| Triatlon        | Koen Hoeybergs Koenraad Jurgens Dirk Van Gossum         | landencompetitie (m)      | Zilver   |
| Triatlon        | Chantal Duck Mieke Suys                                 | landencompetitie (v)      | Zilver   |
| Acrogym         | Sofie De Mey Sally Van Renterghem Patricia Voet         | trio (v)                  | Brons    |
| Powerliften     | Ingeborg Marx                                           | - 67,5 kg v)              | Brons    |
| Skeeleren       | Hilde Goovaerts                                         | 10 km afvalling (v)       | Brons    |
| Zwemmend redden | Vincent Honet Kris Kenis Kurt Raes Bart Reymen          | 4×50 m torpedo (m)        | Brons    |

1981 Santa Clara · 
1985 Londen · 
1989 Karlsruhe · 
1993 Den Haag · 
1997 Lahti · 
2001 Akita · 
2005 Duisburg · 
2009 Kaohsiung · 
2013 Cali · 
2017 Wrocław · 
2022 Birmingham · 
2025 Chengdu ·